# Alicia Scherson
Alicia Scherson, née le 30 novembre 1974 à Santiago (Chili), est une réalisatrice, scénariste et productrice de cinéma chilienne.

## Biographie
Après des études de biologie, Alicia Scherson suit des cours de cinéma à Cuba puis à l'université de l'Illinois à Chicago où elle réalise des courts métrages.
Son premier long métrage, Play (2005), obtient plusieurs récompenses.

## Filmographie partielle

### Comme réalisatrice
- 2002 : Crying Underwater
- 2005 : Play
- 2005 : Baño de mujeres
- 2009 : Turistas
- 2013 : Il futuro
- 2017 : Vida de Familia

### Comme scénariste
- 2016 : Rara (coscénariste avec Pepa San Martín)